# Katedra Matki Bożej i św. Filipa Howarda w Arundel
Katedra w Arundel (ang. The Cathedral Church of Our Lady and St Philip Howard) – katedra rzymskokatolicka w Arundel. Główna świątynia diecezji Arundel i Brighton. Mieści się przy London Road.
Budowa świątyni rozpoczęła się w 1868, zakończyła się w 1873, konsekrowana w 1873. Reprezentuje styl neogotycki. Projektantem świątyni był Joseph Hansom. Nie posiada wieży.

## Boże Ciało
Co roku w katedrze w Arundel odbywa się uroczystość Bożego Ciała, która przyciąga pielgrzymów i turystów z różnych zakątków świata. W ramach tego wydarzenia organizowany jest festiwal kwiatów, podczas którego wolontariusze starannie tworzą dywan kwiatowy, nawiązujący do corocznego motywu przewodniego. W kolejnych dniach będzie można obserwować proces jego powstawania lub podziwiać go w pełnej okazałości.